# Gliflozine
Le gliflozine sono una classe di farmaci utilizzati nel trattamento del diabete di tipo 2. Agiscono inibendo il cotrasportatore 2 sodio / glucosio (SGLT-2) e sono quindi anche chiamati inibitori di SGLT-2.
L'efficacia del farmaco dipende dall'escrezione renale e impedisce al glucosio di entrare nella circolazione sanguigna promuovendo la glucosuria. Il meccanismo d'azione è indipendente dall'insulina.
Tre farmaci sono stati approvati dalla Food and Drug Administration negli Stati Uniti; dapagliflozin, canagliflozin ed empagliflozin.
Canagliflozin è stato il primo inibitore SGLT-2 approvato dalla FDA, nel marzo 2013. Dapagliflozin ed empagliflozin sono stati approvati nel 2014. 
Al canagliflozin è stato riscontrato un miglioramento del controllo della glicemia oltre a ridurre il peso corporeo e la pressione sanguigna sistolica e diastolica.

## Ruolo dei reni nell'omeostasi del glucosio
Vi sono almeno quattro membri della famiglia del gene SLC-5, che sono trasportatori secondari di glucosio. Le proteine trasportatrici di sodio/ glucosio SGLT-1 e SGLT-2 sono i due membri principali della famiglia. Questi due membri si trovano nei reni, tra gli altri trasportatori, e sono i principali co-trasportatori lì correlati allo zucchero nel sangue. Hanno un ruolo nel riassorbimento renale del glucosio e nell'assorbimento intestinale del glucosio
Il glucosio viene filtrato liberamente dai glomeruli e SGLT-1 e SGLT-2 riassorbono il glucosio dalla pre urina riportandolo nel plasma. SGLT-2 è responsabile del 90% del riassorbimento e SGLT-1 per l'altro 10%.

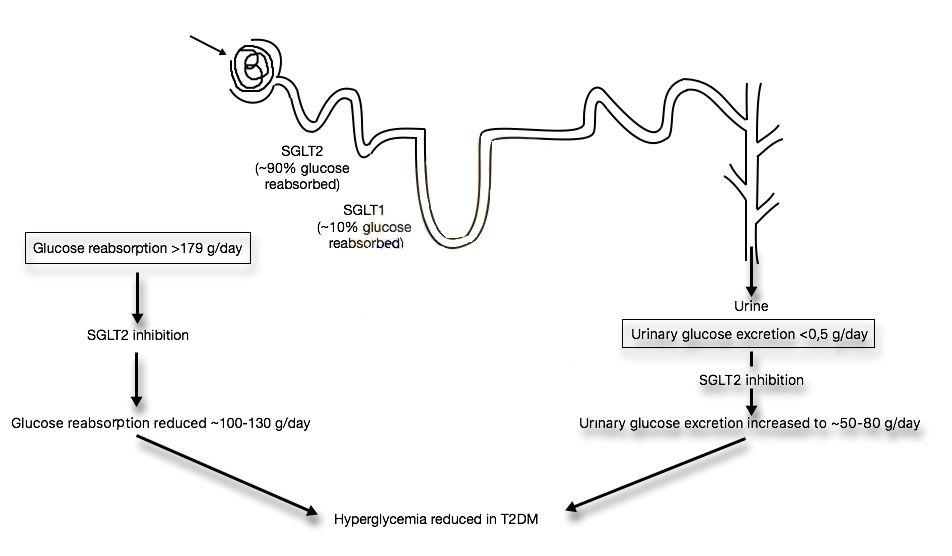
Riassorbimento del glucosio dal nefrone

## Proteina SGLT-2 e meccanismo d'azione delle gliflozine
SGLT2 è collocato sulla membrana apicale delle cellule tubulari e trasporta il glucosio dalla preurina all'interno della cellula. Questo viene fatto utilizzando il gradiente di sodio, prodotto dalle pompe ATPase sodio / potassio, quindi allo stesso tempo il glucosio viene trasportato nelle cellule, anche il sodio.
SGLT-2 è responsabile della maggior parte del riassorbimento del glucosio dalla pre urina.
Le gliflozine vanno a bloccare SGLT2 , impedendogli di riassorbire il glucosio che di conseguenza rimarrà nelle urine . Normalmente non c'è glucosio nelle urine (compare nelle urine solo quando la glicemia supera i 180mg/dl). Le gliflozine , bloccando SGLT2 , fanno si che il glucosio finisca nelle urine anche sotto i 180mg/dl e in questo modo abbassano la glicemia .

## Farmacocinetica
L'emivita di eliminazione, la biodisponibilità, il legame proteico, la concentrazione ematica Cmax al tempo tmax e altri parametri di farmacocinetica dei vari farmaci di questa classe sono presenti nella tabella 2. 
Questi farmaci vengono escreti tutti nelle urine come metaboliti inattivi.
| Nome del farmaco      | Biodisponibilità                                                 | Legame proteico | tmax (ore)  | t1/2 (ore)                                      | Cmax                                                        | Selettività SGLT2 su SGLT1 |
| --------------------- | ---------------------------------------------------------------- | --------------- | ----------- | ----------------------------------------------- | ----------------------------------------------------------- | -------------------------- |
| Canagliflozin         | 65% (dose da 300 mg)                                             | 99%             | 1 – 2       | 10.6 (100 dosaggio mg); 13.1 (dose da 300 mg)   | 1096 ng / mL (100 dosaggio mg); 3480 ng/mL (dose da 300 mg) | 250 volte                  |
| Dapagliflozin         | 78%                                                              | 91%             | 1 – 1,5     | 12.9                                            | 79.6 ng/mL (dose da 5 mg) ; 165.0 ng/mL (dose da 10 mg)     | 1200 volte                 |
| Empagliflozin         | 90 – 97% (topi); 89% (cani); 31% (ratti)                         | 86,20%          | 1.5         | 13,2 (dose da 10 mg) ; 13,3 ore (dose da 25 mg) | 259 nmol/L (dose da 10 mg) ; 687 nmol/l (dose da 25 mg )    | 2500 volte                 |
| Ertugliflozin         | 70 - 90%                                                         | 95%             | 0,5 - 1,5   | 11 - 17                                         | 268 ng/mL (dose da 15 mg)                                   | 2000 volte                 |
| Ipragliflozin (50 mg) | 90%                                                              | 96,30%          | 1           | 15 – 16 (dose da 50 mg)                         | 975 ng/ml                                                   | 360 volte                  |
| Luseogliflozin        | 35,3% (ratti maschi); 58,2% (ratti femmine); 92,7% (cani maschi) | 96,0 – 96,3%    | 0,625±0,354 | 9,24±0,928                                      | 119±27,0 ng/ml                                              | 1650 volte                 |
| Tofogliflozin (10 mg) | 97,50%                                                           | 83%             | 0,75        | 6.8                                             | 489 ng/ml                                                   | 2900 volte                 |

- C  max  :  Concentrazione sierica massima che il farmaco raggiunge nell'organismo dopo che il farmaco è stato e somministrato
- t  max  :  Tempo per raggiungere la massima concentrazione plasmatica
- t  1/2  :  Emivita biologica

## Mercato

### In Italia
In Italia è un farmaco mutuabile senza piano terapeutico.